# S-Lijn

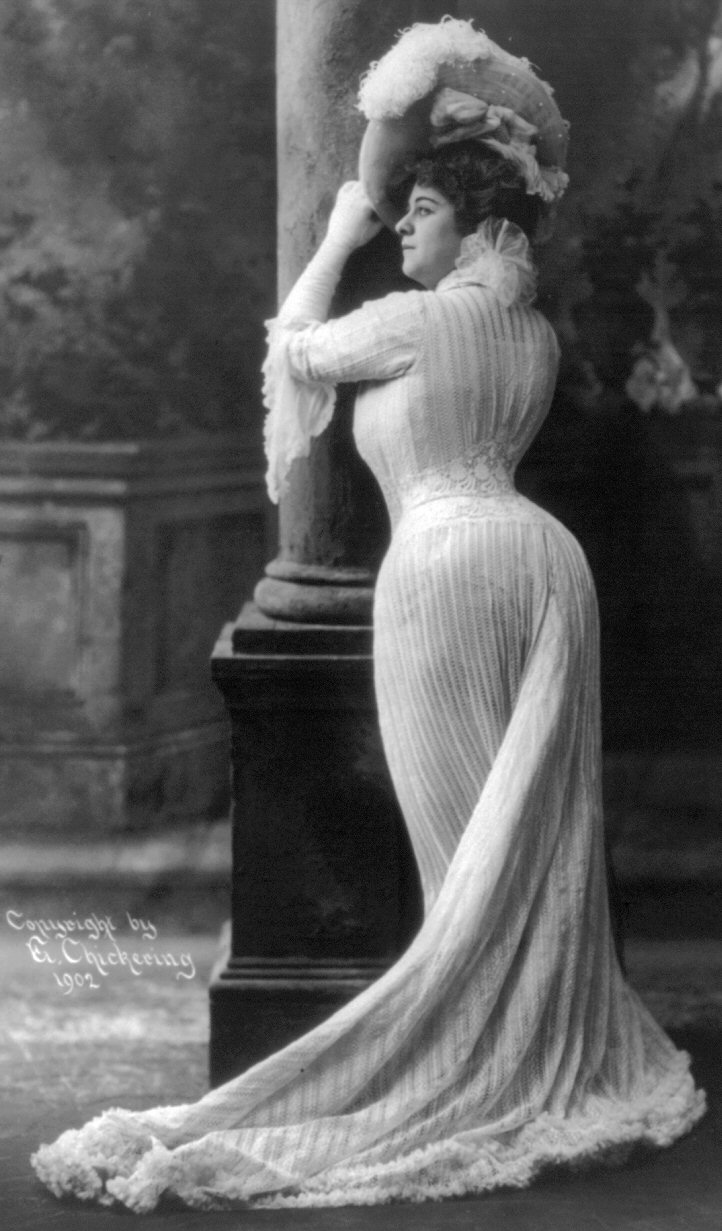
het Droit devant-korset

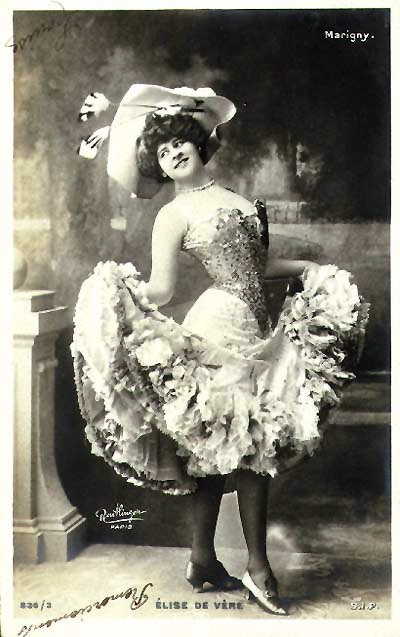
Elise de Vere

De  S-Lijn was een modetrend voor vrouwen aan het einde van de negentiende eeuw en de eerste jaren van de twintigste eeuw.
Deze trend hield in om met een Droit-devant korset de taille zodanig in te snoeren dat er een S-silhouet ontstond. De buik werd naar achteren geduwd, waardoor de boezem naar voren kwam en het achterwerk nog meer naar achteren werd gedrukt. Er ontstond een sinuslijn, vandaar de naam S-lijn, waarbij de borsten en de billen sterk werden geaccentueerd. Vrouwen die zich te hard insnoerden kregen last van misvorming van de vitale organen. De taille kon soms beangstigend smal zijn, een taille van 40 à 45 cm omtrek was een bereikbaar streefdoel. Op oude foto's werden vrouwen van lichte zeden afgebeeld met een taille van soms 25-30 cm; vaak werden deze foto's geretoucheerd.